# Viol@
Viol@ è un film del 1998, diretto da Donatella Maiorca.

## Trama
Marta, dietro il nickname "Viol@", decide di provare l'ebbrezza del sesso virtuale. Il suo interlocutore, un misterioso personaggio di nome Mittler, sembra in grado di compiacerla al punto tale da riuscire a manovrarla in tutto e per tutto anche nella vita reale, lontana dal computer. 
 Marta entra dunque in un circolo vizioso: il gioco condotto da Mittler causa non pochi problemi alla vita della giovane donna, che ormai plagiata essendo in balia del misterioso interlocutore perde il suo lavoro, le relazioni sociali e infine il cane Oliver, morto investito da un'auto a causa della sua irresponsabilità. 
 Quest'ultima fatalità porta la ragazza a un forte desiderio di liberarsi dalla trappola e scoprire chi si nasconde dietro la scatola infernale del suo computer. 
 S'introdurrà con uno stratagemma in casa di Mittler, per scoprire infine che si tratta solo d'un adolescente.